# Arothron manilensis
Arothron manilensis là một loài cá nóc trong họ Tetraodontidae (họ Cá nóc). Loài này sinh sống ở vùng biển nhiệt đới trung bộ Ấn Độ Dương và Thái Bình Dương.